# NGC 7059
NGC 7059 é uma galáxia espiral barrada (SBc) localizada na direcção da constelação de Pavo. Possui uma declinação de -60° 00' 53" e uma ascensão recta de 21 horas, 27 minutos e 21,7 segundos.
A galáxia NGC 7059 foi descoberta em 22 de Julho de 1835 por John Herschel.